# Praelongorthezia paragraminis
Praelongorthezia paragraminis är en insektsart som först beskrevs av Beingolea 1971.  Praelongorthezia paragraminis ingår i släktet Praelongorthezia och familjen vaxsköldlöss.
Artens utbredningsområde är Peru. Inga underarter finns listade i Catalogue of Life.